# Amerila rubondoi
Amerila rubondoi är en fjärilsart som beskrevs av Hauser och Boppre 1977. Amerila rubondoi ingår i släktet Amerila och familjen björnspinnare. Inga underarter finns listade i Catalogue of Life.